# Burg Ohsen
Die Burg Ohsen ist eine Wasserburg in Hagenohsen, einem Ortsteil der Gemeinde Emmerthal bei Hameln im Landkreis Hameln-Pyrmont in Niedersachsen. Die um 1200 errichtete Burg diente dem Schutz des Übergangs des südlichen der beiden Hellwege über die Weser, wobei die Straße durch die Vorburg verlief. In jüngerer Zeit ist der östliche Nebenarm der Weser zugeschüttet worden, so dass die Burg heute keine Insellage mehr besitzt. 

## Geschichte

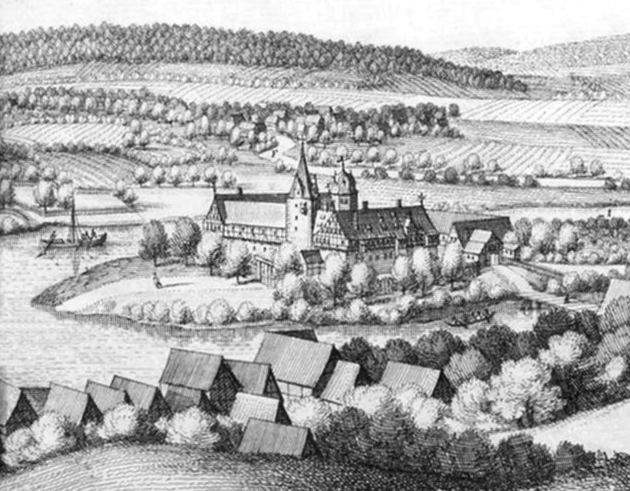
Merian-Stich der Burg um 1650

Die Burg Ohsen ist vermutlich um 1200 durch die Grafen von Everstein erbaut worden. Aus dieser Zeit stammt die älteste im Burgbereich gefundene Keramik. 1259 wird die Burg erstmals in einer Urkunde erwähnt. Darin gibt der Graf von Everstein an, dass er die Burg schon bisher vom Erzbistum Köln zu Lehen gehabt habe. In der Urkunde übertrug er dem Erzbischof die Burg und nahm eine Hälfte von ihm zu Lehen. 1283 wird eine Vorburg und ein Platz, an dem einst das oppidum stand, erwähnt. Bei letzterem kann es sich um eine vorangegangene Befestigung gehandelt haben, über die ansonsten nichts bekannt ist. Nachdem die Herzöge von Braunschweig-Lüneburg 1284 den Stammsitz  Burg Everstein erobert hatten, nahmen die Grafen ihren Sitz außer in Polle auch auf der Burg Ohsen. Nach 1351 übernahmen die Welfen die Hälfte der Burg. Beide Eigentümer verpfändeten in der Folgezeit ihre Hälften. 1409 war die Burg gänzlich im Pfandbesitz der Grafen von Spiegelberg. Nach deren Niederlage in der Fehde zwischen den Bistum Hildesheim und den Herzögen von Braunschweig-Lüneburg gelangte die Burg an die Herzöge, die sie aber von 1436 bis 1533 wieder an die Spiegelberger verpfändeten. Danach wechselten die Pfandbesitzer häufig. 1495 kam Ohsen an das Fürstentum Calenberg. Seit 1557 ist sie endgültig im Besitz der Welfen. In der Folgezeit gehörte die Anlage als Domäne und bis 1815 auch als Amtssitz dem jeweiligen Landesherrn. Heute befindet sich die Anlage in Privatbesitz.
Im 16. Jahrhundert waren zwei Frauen aus Tündern wegen des Vorwurfs der Zauberei in der Burg inhaftiert; im Jahr 1583 wurden sie verbrannt. Daran erinnert eine Inschrift am kleineren Turm. An der Weserseite dieses Turms befindet sich das Wappen der Grafen von Spiegelberg aus der 1. Hälfte des 15. Jahrhunderts. Bodo von Homburg (1256–1316) heiratete im Jahr 1302 Agnes von Spiegelberg.

## Beschreibung
Die Burg Ohsen besteht aus einer Hauptburg und einer westlich vorgelagerten Vorburg. Die Vorburg lag ursprünglich um 2,50 m tiefer als die Hauptburg und ist vor 1700 auf deren Niveau aufgeschüttet worden. Sie war nur mit einem Plankenzaun befestigt. Der „Wittekindsturm“ oder „Karlsturm“ genannte Bergfried auf der Hauptburg und der Turm „Schwarzes Laster“ auf der Vorburg stellen die ältesten erhaltenen Teile der Burg aus dem 13. Jahrhundert dar. Der Turm auf der Vorburg war ursprünglich mit einem Wehrgang versehen und besaß eine Tordurchfahrt, durch die die Straße zum Weserübergang verlief. 1365 sind mehrere Brücken errichtet worden, von denen aber 1604 nur noch eine existierte.
Das heutige Haupthaus besteht aus einer barocken Dreiflügelanlage, deren Ostflügel den abweichend gefluchteten Bergfried einschließt, wodurch ein leicht unregelmäßiger Verlauf des Flügels folgt. Die anschließenden Seitenflügel sind 33 m bzw. 43 m lang. Bis auf einen Teil des Ostflügels stehen die Mauern auf älteren, zwischen 1,25 und 2,20 m starken Fundamenten. Um 1658 dürfte die Umgestaltung zur Domäne stattgefunden haben. Wenige Jahre später sind die Wirtschaftsgebäude der Vorburg größtenteils auf den östlich gelegenen Wirtschaftshof verlegt worden.